# Tomasz Dąbrowski (kierowca)
Tomasz Dąbrowski (ur. 20 października 1960, zm. 30 stycznia 2022) – polski kierowca wyścigowy.

## Biografia
W 1985 uzyskał licencję rajdową i wyścigową. W 1989 debiutował Polskim Fiatem 126p w RSMP, GSMP i WSMP. W 1990 zajął Polskim Fiatem 126p trzecie miejsce w klasyfikacji klasy A1 GSMP, za Antonim Skudłą i Rafałem Podolskim. W następnych latach skupił się na wyścigach samochodowych. W sezonie 1991 został wicemistrzem Polski w klasie A1. W 1992 ponownie był trzeci w klasie A1.
W 1993 zmienił samochód na Forda Sierrę RS Cosworth, co zaowocowało siódmym miejscem w klasie H2 WSMP. W 1995 rozpoczął starty w Pucharze Cinquecento Sporting w WSMP i GSMP (czwarty w klasie H1)). W sezonie 1997 był wicemistrzem w klasyfikacji Pucharu Cinquecento Sporting GSMP.
W 1998 rywalizował Toyotą Corollą MR2, zdobywając wicemistrzostwo WSMP w klasie H-2000. W GSMP był wówczas z kolei wicemistrzem grupy H i mistrzem klasy H-1600. Od 1999 korzystał z Forda Escorta.
W 2001 zadebiutował w wyścigach pojazdów jednomiejscowych, ścigając się Estonią. W sezonie 2004 zdobył tytuł w klasie E-2000 oraz trzecie miejsce w Formule Super Sport. W 2005 został wicemistrzem klasy E-2000. W 2006 po raz drugi w karierze został II wicemistrzem Polski w Formule 3.
Startował również w Rallye Monte Carlo Historique.
Pochowany na Cmentarzu Bródnowskim w Warszawie.

## Wyniki w Polskiej Formule 3
| Legenda oznaczeń w tabelach wyników Wyświetl szablon na nowej stronie | Legenda oznaczeń w tabelach wyników Wyświetl szablon na nowej stronie                                                                     |
| Oznaczenie                                                            | Wyjaśnienie |
| --------------------------------------------------------------------- | --- |
| Złoty                                                                 | Zwycięzca lub mistrzostwo |
| Srebrny                                                               | 2. miejsce lub wicemistrzostwo |
| Brązowy                                                               | 3. miejsce lub II wicemistrzostwo |
| Zielony                                                               | Ukończył, punktował (w klasyfikacji generalnej, gdy zdobył co najmniej jeden punkt na przestrzeni sezonu, poza trzema powyższymi opcjami) |
| Niebieski                                                             | Ukończył, nie punktował (w klasyfikacji generalnej, gdy nie zdobył co najmniej jednego punktu na przestrzeni sezonu)                      |
| Czerwony                                                              | Nie zakwalifikował się (NZ) |
| Czerwony                                                              | Nie prekwalifikował się (NPK) |
| Różowy                                                                | Nie ukończył (NU) |
| Różowy                                                                | Niesklasyfikowany (NS) (w klasyfikacji generalnej, gdy nie został sklasyfikowany w żadnym wyścigu sezonu)                                 |
| Czarny                                                                | Zdyskwalifikowany (DK) |
| Czarny                                                                | Wykluczony (WYK/EX) |
| Biały                                                                 | Nie wystartował (NW) |
| Biały                                                                 | Kontuzjowany (K/INJ) |
| Biały                                                                 | Wyścig odwołany (OD/C) |
| Bez koloru                                                            | Został wycofany (WYC/WD) |
| Bez koloru                                                            | Nie przybył (NP/DNA) |
| Bez koloru                                                            | Nie brał udziału w treningach (NT/DNP) |
| Bez koloru                                                            | Nie został zgłoszony (–) |
| Pogrubienie                                                           | Start z pole position |
| Kursywa                                                               | Najszybsze okrążenie wyścigu |
| †                                                                     | Nie ukończył, ale jego rezultat został zaliczony ze względu na przejechanie więcej niż 90% dystansu wyścigu.                              |
| *                                                                     | Sezon w trakcie |
| 1/2/3                                                                 | Punktowana pozycja w sprincie kwalifikacyjnym                                                                                             |
| Lista systemów punktacji Formuły 1                                    | |

| Rok  | Zespół                    | Samochód   | Silnik | Wyniki w poszczególnych eliminacjach | Wyniki w poszczególnych eliminacjach | Wyniki w poszczególnych eliminacjach | Wyniki w poszczególnych eliminacjach | Wyniki w poszczególnych eliminacjach | Wyniki w poszczególnych eliminacjach | Wyniki w poszczególnych eliminacjach | Wyniki w poszczególnych eliminacjach | Wyniki w poszczególnych eliminacjach | Pkt. | Msc. |
| ---- | ------------------------- | ---------- | ------ | ------------------------------------ | ------------------------------------ | ------------------------------------ | ------------------------------------ | ------------------------------------ | ------------------------------------ | ------------------------------------ | ------------------------------------ | ------------------------------------ | ---- | ---- |
| 2001 |                           |            |        | Polska                               | Polska                               | Polska                               | Polska                               | Polska                               | Polska                               | Polska                               |                                      |                                      | 11   | 11   |
| 2001 | Automobilklub Rzemieślnik | Estonia 25 | Lancia | -                                    | -                                    | -                                    | ?                                    | ?                                    | ?                                    | ?                                    |                                      |                                      | 11   | 11   |
| 2002 |                           |            |        | Polska                               | Polska                               | Polska                               | Polska                               | Polska                               | Polska                               |                                      |                                      |                                      | 39   | 8    |
| 2002 | Automobilklub Rzemieślnik | Estonia 25 | Lancia | 6                                    | NU                                   | 7                                    | -                                    | -                                    | -                                    |                                      |                                      |                                      | 39   | 8    |
| 2004 |                           |            |        | Polska                               | Polska                               | Polska                               | Polska                               | Czechy                               | Czechy                               | Polska                               |                                      |                                      | 154  | 3    |
| 2004 | F.J. Team                 | Estonia 25 | Lancia | 3                                    | 3                                    | 3                                    | 2                                    | 3                                    | 6                                    | -                                    |                                      |                                      | 154  | 3    |
| 2005 |                           |            |        | Polska                               | Polska                               | Polska                               | Polska                               | Polska                               | Polska                               | Niemcy                               | Niemcy                               | Polska                               | 194  | 5    |
| 2005 | Automobilklub Rzemieślnik | Estonia 25 | Lancia | NW                                   | 3                                    | 3                                    | NU                                   | 5                                    | 6                                    | 4                                    | 5                                    | 3                                    | 194  | 5    |
| 2006 |                           |            |        | Czechy                               | Czechy                               | Polska                               | Polska                               | Polska                               | Polska                               | Polska                               | Polska                               |                                      | 29   | 3    |
| 2006 | Automobilklub Rzemieślnik | Estonia 25 | Lancia | -                                    | -                                    | 2                                    | 3                                    | 3                                    | 5                                    | 3                                    | 7                                    |                                      | 29   | 3    |
| 2007 |                           |            |        | Polska                               | Polska                               | Niemcy                               | Niemcy                               | Polska                               | Węgry                                | Węgry                                | Polska                               | Polska                               | 3    | 19   |
| 2007 | Automobilklub Rzemieślnik | Estonia 25 | Lancia | NU                                   | NW                                   | 11                                   | NW                                   | 7                                    | -                                    | -                                    | -                                    | -                                    | 3    | 19   |